# Campanula axillaris
Campanula axillaris är en klockväxtart som beskrevs av Pierre Edmond Boissier och Benedict Balansa. Campanula axillaris ingår i släktet blåklockor, och familjen klockväxter. Inga underarter finns listade i Catalogue of Life.